# Vincent Klyn
Vincent Klyn (sau Klijn)  este un actor din Noua Zeelandă care a apărut în mai multe filme artistice din anii 1980 și 1990. Este cel mai notabil pentru apariția sa în filmul din 1989 Cyborg regizat de Albert Pyun.

## Filmografie selectivă
- 1989: Cyborg - Fender Tremolo
- 1991: Kickboxer 2: Înfruntarea - Thai Thug
- 1992: Nemesis - Michelle
- 1993 Războiul roboților -  Ty
- 1994: Talismanul magic
- 1996: Night Hunter - Sangster
- 1997: Blast - un gardian
- 2000: The Wrecking Crew - Juda
- 2004: Pe urmele dragonului de jad